# Eineborn
Eineborn ist eine Gemeinde im Südosten des Saale-Holzland-Kreises und Teil der Verwaltungsgemeinschaft Hügelland/Täler.

## Geografie
Nachbargemeinden

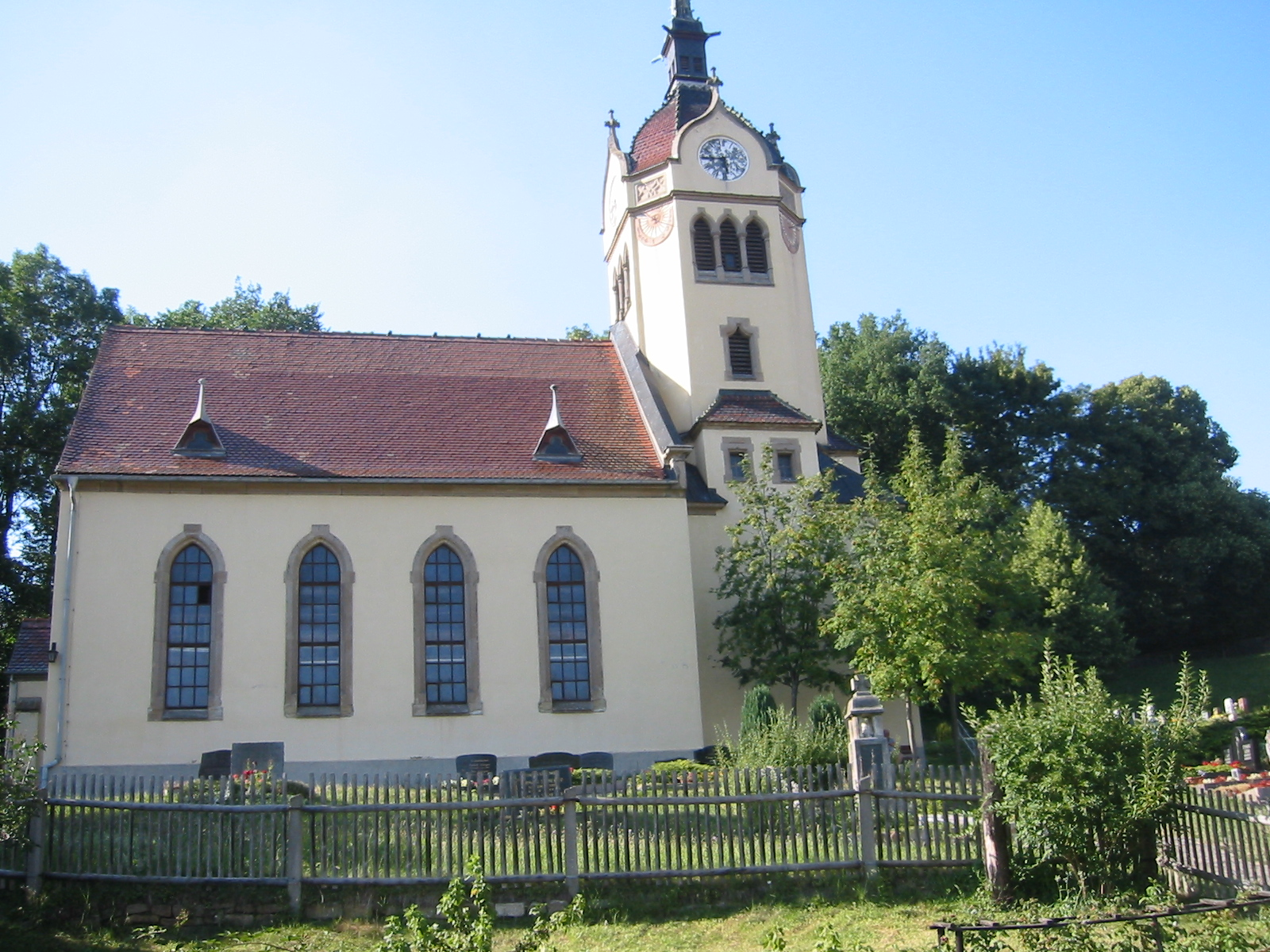
Dorfkirche Eineborn

Angrenzende Gemeinden sind Kleinebersdorf, Ottendorf, Renthendorf, St. Gangloff und Tautendorf.

## Geschichte
Die urkundliche Ersterwähnung Eineborns erfolgte 1280.
| Jahr | Einwohnerzahl |
| ---- | ------------- |
| 1994 | 415           |
| 1995 | 410           |
| 1996 | 407           |
| 1997 | 400           |
| 1998 | 394           |
| 1999 | 399           |

| Jahr | Einwohnerzahl |
| ---- | ------------- |
| 2000 | 390           |
| 2001 | 383           |
| 2002 | 379           |
| 2003 | 367           |
| 2004 | 355           |
| 2005 | 359           |

| Jahr | Einwohnerzahl |
| ---- | ------------- |
| 2006 | 356           |
| 2007 | 355           |
| 2008 | 351           |
| 2009 | 346           |
| 2010 | 342           |
| 2011 | 338           |

| Jahr | Einwohnerzahl |
| ---- | ------------- |
| 2012 | 329           |
| 2013 | 318           |
| 2014 | 317           |
| 2015 | 323           |
| 2016 | 336           |
| 2017 | 328           |

| Jahr | Einwohnerzahl |
| ---- | ------------- |
| 2018 | 324           |
| 2019 | 328           |
| 2020 | 324           |
| 2021 | 324           |

## Politik
Sitzverteilung im Gemeinderat (6 Sitze):
FDP: 6

## Gedenkstätten
- Auf dem Ortsfriedhof erinnert eine Grabstätte mit Gedenktafel an einen namentlich genannten Jugoslawen, der im Zweiten Weltkrieg nach Deutschland zur Zwangsarbeit verschleppt und 1943 ermordet wurde.
- Seit 1985 gedenkt der Ort mit einer Stele in der Ortslage der KZ-Häftlinge, die im April 1945 vom Außenlager Ohrdruf des KZ Buchenwald kommend durch den Ort getrieben wurden.